# Ізяславський район
Ізя́славський райо́н — колишній район на північному заході Хмельницької області. Центр — місто Ізяслав.
Площа району становить 1,3 тис. км². Населення — 44 тис. мешканців (2017). Територія району належить до Волинської землі.
19 липня 2020 року було ліквідовано внаслідок адміністративно-територіальної реформи.

## Географія
Ізяславський район розташований у межах Волинської височини.
За характером рельєфу район являє собою слабо хвилясту рівнину. Корисні копалини: торф, крейда, вапняки, глина, піски. Гідрографічна мережа Ізяславського району (річки Горинь, Хомора) досить розвинена і належить до басейну Дніпра.
Межує на північному заході з Рівненською областю (Острозький район, Острозька міськрада), на півночі з Нетішинською міськрадою, на північному сході зі Славутським, на сході із Шепетівським, на південному сході зі Старокостянтинівським, на півдні із Красилівським, на південному заході з Теофіпольським, на заході з Білогірським районами Хмельницької області.
Територією району течуть річки Горинь, Вілія, Хомора, Гнилий Ріг та інші, тут знаходиться озеро Святе. Через район проходять залізничні лінії Шепетівка-Подільська—Тернопіль і Шепетівка-Подільська—Старокостянтинів-1 і два територіальні автомобільні шляхи: Т 2313 — із заходу на схід і Т 1804 — із півночі на південь.

## Природно-заповідний фонд

### Національні природні парки
Мале Полісся (частина).

### Ботанічні заказники
Конвалія травнева, Травневий.

### Гідрологічні заказники
Гнилий Ріг, Михельський (загальнодержавного значення), М'якотівський, Сахнівський, Сохужинецький, Урочище «Клиновецьке», Хоморські заплави, Шекеринецький.

### Загальнозоологічні заказники
Лютарський.

### Ландшафтні заказники
Мислятинський.

### Орнітологічні заказники
Плужнянський.

### Ботанічні пам'ятки природи
Віковий бук, Дуб звичайний, Дуб черешчатий, Каштан кінський, Михельська Дача І, Михельська Дача ІІ, Плужнянська Дача.

### Гідрологічні пам'ятки природи
Озеро Святе (загальнодержавного значення).

### Зоологічні пам'ятки природи
Плужнянська.

### Комплексні пам'ятки природи
Урочище «Жолоби».

### Заповідні урочища
Адамове займисько, Гайок, Круглик, Радошівське.

### Парки-пам'ятки садово-паркового мистецтва
Плужнянський.

## Історія
За даними археологічних досліджень перші поселення на території сучасного Ізяслава і району існували з часів пізнього палеоліту.
До наших днів у районному центрі збереглися чудові але майже повністю зруйновані пам'ятки архітектури: такі як замок князів Заславських (XV ст.), Костел Івана Хрестителя (XVI ст.), монастирський комплекс оо. Бернардинів (XVII ст.), палацовий комплекс князів Санґушків (XVII ст.), торговельний будинок (XIX ст.).
Ізяславський район був утворений Постановою ВУЦВК від 7 березня 1923 року на території створеної Шепетівської округи і в склад якого увійшли Білогородська, Заславська і Михнівська волості. 1930 року Шепетівська округа була ліквідована, а 1932 року район увійшов до складу утвореної Вінницької області. 22 вересня 1937 року була утворена Кам'янець-Подільська область, до складу якої увійшов і Ізяславський район. 16 січня 1954 року Кам'янець-Подільська область була перейменована на Хмельницьку. Сучасного територіально-адміністративного складу Ізяславський район набув 23 вересня 1959 року, після ліквідації Плужненського району і включення північної частини його території до складу Ізяславського району.
19 липня 2020 року Ізяславський район, внаслідок адміністративно-територіальної реформи в Україні, було ліквідовано. Територія району ввійшла до складу новоутвореного Шепетівського району

## Адміністративний поділ
До складу району входило 1 місто і 91 село, які були об'єднані в 1 міську і 29 сільських рад.

## Економіка
Основними галузевими напрямками Ізяславського району є виробництво та переробка сільськогосподарської продукції, продукції тваринництва, широко розвинута інфраструктура лісового та лісопереробного господарства.
Промисловими підприємствами району виробляються хлібобулочні вироби, ліс переробляється на будівельні матеріали і сировину для виготовлення целюлозно-паперової продукції.

## Населення
Розподіл населення за віком та статтю (2001):
| Стать | Всього | До 15 років | 15-24 | 25-44 | 45-64 | 65-85 | Понад 85 |
| --- | ------ | ----------- | ----- | ----- | ----- | ----- | -------- |
| Чоловіки | 25 942 | 5107        | 3797  | 8115  | 5821  | 3000  | 102      |
| Жінки | 28 557 | 4984        | 3013  | 6907  | 6829  | 6331  | 493      |
| \| Статево-вікова піраміда \| Статево-вікова піраміда \| Статево-вікова піраміда \| \| ----------------------- \| ----------------------- \| ----------------------- \| \| Чоловіки \| Вік \| Жінки \| \| 102 \| 85 + \| 493 \| \| 212 \| 80-84 \| 730 \| \| 602 \| 75-79 \| 1557 \| \| 1108 \| 70-74 \| 2209 \| \| 1078 \| 65-69 \| 1835 \| \| 1574 \| 60-64 \| 2242 \| \| 1162 \| 55-59 \| 1375 \| \| 1476 \| 50-54 \| 1607 \| \| 1609 \| 45-49 \| 1605 \| \| 2105 \| 40-44 \| 1809 \| \| 2120 \| 35-39 \| 1671 \| \| 1979 \| 30-34 \| 1695 \| \| 1911 \| 25-29 \| 1732 \| \| 1841 \| 20-24 \| 1452 \| \| 1956 \| 15-20 \| 1561 \| \| 2088 \| 10-14 \| 1951 \| \| 1680 \| 5-9 \| 1791 \| \| 1339 \| 0-4 \| 1242 \| |        |             |       |       |       |       |          |
| Статево-вікова піраміда |        |             |       |       |       |       |          |
| Чоловіки | Вік    | Жінки       |       |       |       |       |          |
| 102 | 85 +   | 493         |       |       |       |       |          |
| 212 | 80-84  | 730         |       |       |       |       |          |
| 602 | 75-79  | 1557        |       |       |       |       |          |
| 1108 | 70-74  | 2209        |       |       |       |       |          |
| 1078 | 65-69  | 1835        |       |       |       |       |          |
| 1574 | 60-64  | 2242        |       |       |       |       |          |
| 1162 | 55-59  | 1375        |       |       |       |       |          |
| 1476 | 50-54  | 1607        |       |       |       |       |          |
| 1609 | 45-49  | 1605        |       |       |       |       |          |
| 2105 | 40-44  | 1809        |       |       |       |       |          |
| 2120 | 35-39  | 1671        |       |       |       |       |          |
| 1979 | 30-34  | 1695        |       |       |       |       |          |
| 1911 | 25-29  | 1732        |       |       |       |       |          |
| 1841 | 20-24  | 1452        |       |       |       |       |          |
| 1956 | 15-20  | 1561        |       |       |       |       |          |
| 2088 | 10-14  | 1951        |       |       |       |       |          |
| 1680 | 5-9    | 1791        |       |       |       |       |          |
| 1339 | 0-4    | 1242        |       |       |       |       |          |

Національний склад населення за даними перепису 2001 року:
| Національність | Кількість осіб | Відсоток |
| -------------- | -------------- | -------- |
| українці       | 52173          | 95,72 %  |
| росіяни        | 1336           | 2,45 %   |
| поляки         | 681            | 1,25 %   |
| білоруси       | 93             | 0,17 %   |
| молдовани      | 37             | 0,07 %   |
| інші           | 184            | 0,34 %   |

Мовний склад населення за даними перепису 2001 року:
| Мова       | Кількість осіб | Відсоток |
| ---------- | -------------- | -------- |
| українська | 52868          | 97,00 %  |
| російська  | 1508           | 2,77 %   |
| білоруська | 39             | 0,07 %   |
| молдовська | 15             | 0,03 %   |
| польська   | 13             | 0,02 %   |
| інші       | 61             | 0,11 %   |

## Політика
25 травня 2014 року відбулися Президентські вибори України. У межах Ізяславського району було створено 76 виборчих дільниць. Явка на виборах складала — 69,45 % (проголосували 24 851 із 35 785 виборців). Найбільшу кількість голосів отримав Петро Порошенко — 54,74 % (13 604 виборців); Юлія Тимошенко — 19,78 % (4 915 виборців), Олег Ляшко — 11,39 % (2 830 виборців), Анатолій Гриценко — 3,30 % (819 виборців). Решта кандидатів набрали меншу кількість голосів. Кількість недійсних або зіпсованих бюлетенів — 1,33 %. 

## Персоналії
На території району народились такі визначні постаті України:
- народний артист України, лауреат Державної премії імені Т. Г. Шевченка Василь Зінкевич із села Васьківці;
- письменник, член Спілки письменників України Василь Кравчук з села Кіндратки;
- міністр транспорту та зв'язку України Георгій Кірпа з села Клубівка;
- двічі Герой Соціалістичної Праці, народний депутат України двох скликань, заслужений працівник сільського господарства України, почесний академік Української академії аграрних наук Плютинський Володимир Антонович з села Борисів;
- Герої Радянського Союзу: Бортник Роман Йосипович і Тимощук Дмитро Іванович із села Плужне, Захарчук Микола Максимович із села Влашанівка, Делегей Микола Купріянович із села Комини, Онищук Олег Петрович із села Путринці (детальніше дивись статтю Герої Радянського Союзу та кавалери Ордена Слави Хмельницької області);
- професор, почесний ректор Кам'янець-Подільського державного педагогічного університету Анатолій Копилов з Ізяслава;
- начальник Київського військового ліцею, генерал-лейтенант Леонід Васильович Кравчук з села Припутні.

## Міжнародна співпраця
Громади партнери:
- Островський повіт, Польща[10]